# Bollmannia chlamydes
Bollmannia chlamydes är en fiskart som beskrevs av Jordan, 1890. Bollmannia chlamydes ingår i släktet Bollmannia och familjen smörbultsfiskar. IUCN kategoriserar arten globalt som livskraftig. Inga underarter finns listade.